# Rabalder (TV-serie)
Rabalder (orig. Roobarb) är en brittisk animerad tv-serie omfattande 30 femminuters episoder, producerade 1974 för BBC. För manuset svarade Grange Calveley, och Bob Godfrey gjorde animeringarna.
Serien kretsade kring hunden Rabalder, grannkatten Tråkmåns (Custard) och deras kivande.
Animeringsstilen var enkel och avskalad och figurerna hade "ostadiga konturer". Serien visades i svensk TV i programmet Vår fantastiska värld, med Sven Lindberg som uppläsare och dubbare.
2005 producerades en ny serie med samma huvudrollsinnehavare - Roobarb and Custard Too.